# جودميرشام
جودميرشام (بالأنجليزية:Godmersham) هي قرية وأبرشية مدنية في منطقة أشفورد في كنت، إنجلترا. تقع القرية على ضفاف نهر ستور العظيم حيث تمر عبر شمال داونز وأرضها ما يقرب من ثلث الغابات، وكلها في الشرق الأقصى والغرب على جرف داون داونز الشمالية. يقع على بعد ستة أميال شمال شرق أشفورد على الطريق السريع A28 في منتصف الطريق بين آشفورد وكانتربيري في منطقة ذات جمال طبيعي أخاذ مع طريق نورث داونز وطريق بيلغريمز التي تعبر الأبرشية.
تنقسم القرية إلى قسمين بواسطة السهول الفيضية من نهر ستور. وتشمل المدنية الأبرشية قرية جودميرشام نفسها، وبيلتينك. وتشترك في العديد من أنشطتها مع أبرشية كرونديل المجاورة، وهي أبرشية أصغر إلى الشرق.

## التاريخ
أول سجل معروف لـ جودميرشام كان AD824 عندما أعطى بيوولف (ملك ميرسا) القرية كنظام إقطاعي إلى وولفريد (رئيس أساقفة كانتربري). تم تسجيل القرية أيضًا في كتاب ونشيستر. ولكن قرية بيلتينك من المفترض أن يكون أقدم.
على الرغم من أن عددًا كبيرًا من السكان يعملون على الأرض، إلا أن معظم المجتمع تبنّى وضعًا اقتصاديًا يعمل بموجبه الأشخاص في آشفورد وكانتربري وأبعد من ذلك. يتنقل الكثيرون إلى لندن بالقطار من محطة واي. أغلقت مدرسة القرية في «ذا ستريت» في عام 1946 والمتجر / مكتب البريد في عام 1982. لقد مرت سنوات عديدة على وجود دار عام في القرية، والتي تصف أقلية من الأبرشيات المدنية اليوم.